# دان أوسوليفان
دان أوسوليفان (بالإنجليزية: Dan O'Sullivan)‏ مواليد 3 مارس 1968 في ذا برونكس، هو لاعب كرة سلة أمريكي سابق. بدأ مسيرته الاحترافية في سنة 1990. يبلغ طوله 6 قدم 10 بوصة (2.1 م). اعتزل اللعب في 2000.

## المسيرة الاحترافية
لعب مع يوتا جاز في موسم 1990–1991، ثم لعب مع بروكلين نتس في موسم 1992–1993، ثم لعب مع ميلووكي باكز في سنة 1993، ثم لعب مع ديترويت بيستونز في موسم 1993–1994.

## روابط خارجية
- دان أوسوليفان على موقع إن بي أي (الإنجليزية)
- دان أوسوليفان على موقع سبورتس رفرنس (الإنجليزية)
- دان أوسوليفان على موقع الدوري الإسباني لكرة السلة (الإسبانية)
- دان أوسوليفان على موقع كرة السلة الأوروبية.كوم (الإنجليزية)
- دان أوسوليفان على موقع كلية كرة السلة في سبورتس رفرنس.كوم (الإنجليزية)
- دان أوسوليفان على موقع ريلجم (الإنجليزية)
- دان أوسوليفان على موقع بروبوليرز (الإنجليزية)
- دان أوسوليفان على موقع سبورتس رفرنس (الإنجليزية)